# Andrena cuneilabris
Andrena cuneilabris är en biart som beskrevs av Henry Lorenz Viereck 1926. Andrena cuneilabris ingår i släktet sandbin, och familjen grävbin. Inga underarter finns listade i Catalogue of Life.

## Bildgalleri

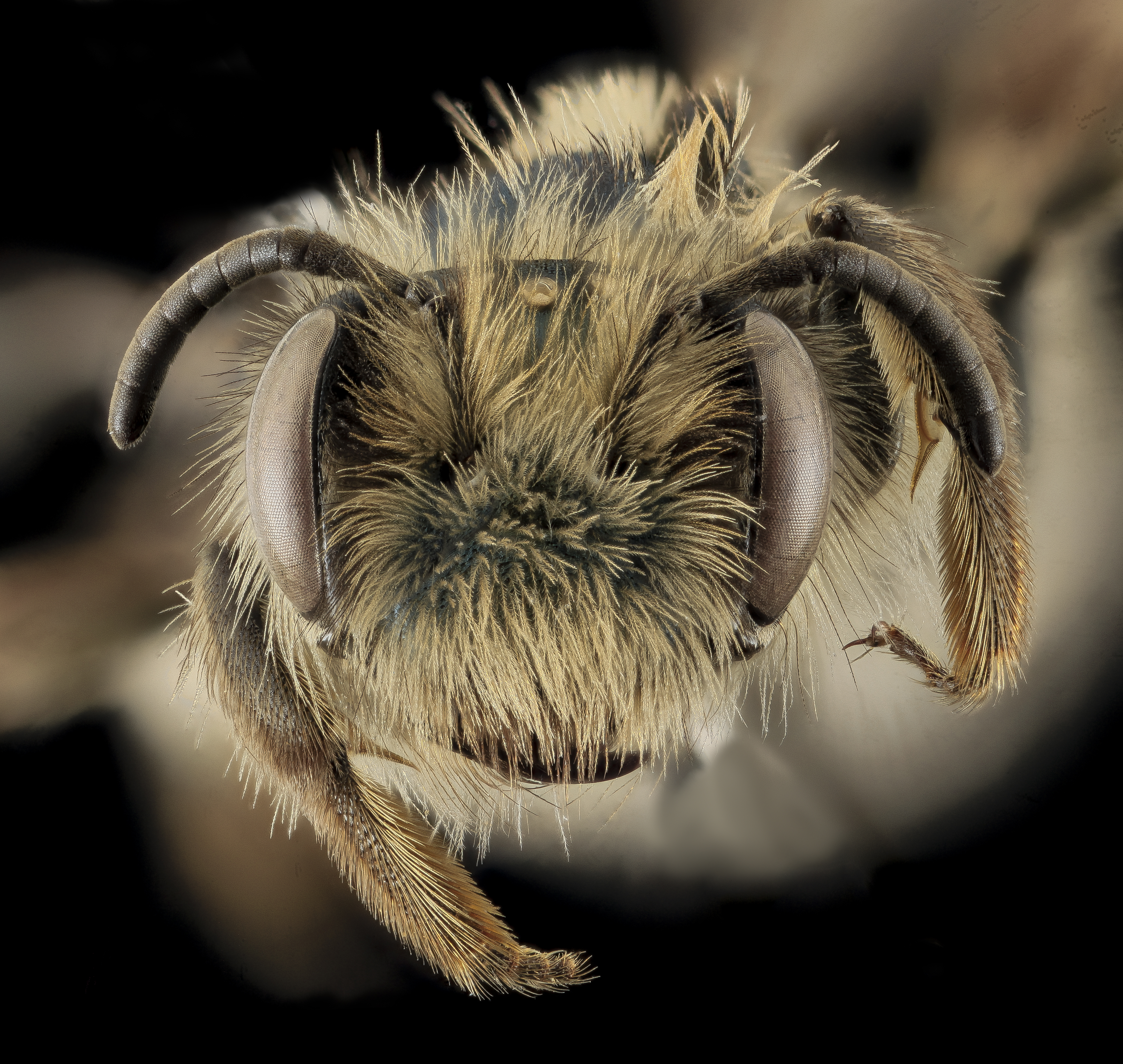